# 濁川街道
濁川街道（にごりがわかいどう）は、秋田県鹿角市十和田毛馬内から鹿角郡小坂町を経て、青森県平川市に至る道路。

## 概要
幕政時代、陸奥国鹿角郡毛馬内村から小坂川を北上し、荒谷、小坂を経て、南部藩境の濁川に至り、炭塚森東方から、津軽藩領に抜ける街道。

## 伝馬継所
- 毛馬内（秋田県鹿角市）
- 荒谷（秋田県鹿角郡小坂町）
- 小坂（秋田県鹿角郡小坂町）
- 濁川（秋田県鹿角郡小坂町）

## 関所・番所
- 濁川御境番所 （秋田県鹿角郡小坂町）